# Octobre 1961

## Événements
- 1er octobre :
  - Réunification du Cameroun.
  - Création de la Defense Intelligence Agency.

- 8 octobre (Formule 1) : l'Écossais Innes Ireland remporte la huitième et dernière manche du Championnat du monde de F1 : le Grand Prix des États-Unis sa seule victoire dans une course de Formule 1 comptant pour le championnat du monde malgré un réservoir embouti aux essais. Il s'agit également de la première victoire du Team Lotus en Formule 1. Cette course s'est déroulée en l'absence de la Scuderia Ferrari car, au précédent Grand Prix, en Italie (où Ferrari et Phil Hill décrochèrent les titres de Champion du monde des constructeurs et Champion du monde des pilotes), 14 spectateurs ont péri dans l'accident qui coûta aussi la vie à Wolfgang von Trips.

- 17 octobre : 
  - Massacre des Algériens à Paris par la police française lors d'une manifestation contre l'instauration du couvre-feu.
  - XXIe Congrès du Parti communiste de l'Union soviétique. Khrouchtchev réitère certaines de ses accusations contre Staline et fait retirer sa dépouille du mausolée où il reposait aux côtés de Lénine. Il obtient également l’exclusion du parti des staliniens qui s’étaient opposés à lui en 1957.

- 18 octobre : charte sociale européenne.

- 24 octobre, France : le ministre de la France d'outre-mer, Louis Jacquinot, assure au député de la Nouvelle-Calédonie Maurice Lenormand que "jamais" des essais nucléaires ne se dérouleront en Polynésie.

- 27 octobre :
  - L'Union soviétique soutient la candidature de la Mongolie à l’ONU[1].
  - Checkpoint Charlie à Berlin : face à face de deux colonnes de chars d'assaut américains et soviétiques 16 heures durant[2].

- 30 octobre : explosion au-dessus de l'archipel arctique soviétique de Nouvelle-Zemble de Tsar Bomba, la plus puissante bombe nucléaire de l'histoire.

## Naissances
- 4 octobre : Kazuki Takahashi, dessinateur japonais († juillet 2022).
- 5 octobre : Chérubin Okende Senga, homme politique congolais (RDC) († 13 juillet 2023).
- 6 octobre : Moshe Lion, entrepreneur et politicien israélien.
- 7 octobre : 
  - Benny Chan, réalisateur, producteur et  scénariste chinois († 23 août 2020).
  - Patrice Lestage, footballeur français († 29 novembre 2010).
  - Tony Sparano, entraîneur américain de football américain († 22 juillet 2018).
- 8 octobre : Kim Wayans, actrice, scénariste et réalisatrice américaine.
- 10 octobre : 
  - Bonita Friedericy, actrice américaine.
  - Jodi Benson, actrice américaine.
- 11 octobre : Hany Abu-Assad, réalisateur néerlando-palestinien.
- 13 octobre : Bill Camp, acteur américain.
- 14 octobre : Alexander Rojtburd, artiste et peintre soviétique puis ukrainien († 8 août 2021).
- 16 octobre : Marc Levy, romancier français.
- 17 octobre : 
  - Joseph Jouthe, homme d'État haïtien et premier ministre d'Haïti de 2020 à 2021.
  - John Okafor, acteur nigérian († 2 mars 2024).
- 18 octobre : Wynton Marsalis, trompettiste de jazz américain.
- 21 octobre : Alireza Akbari, homme politique iranien († 14 janvier 2023).
- 24 octobre :
  - Rick Margitza, saxophoniste de jazz américain.
  - Susan L. Still, astronaute américaine.
  - Bruce Castor, Avocat américain.
- 26 octobre : 
  - Manuel Estiarte, joueur espagnol de water-polo.
  - Uhuru Kenyatta, homme politique Kenyan.
  - Calixthe Beyala, écrivaine franco-camerounaise.
- 27 octobre : Evariste Twana wibina, homme politique de la République démocratique du Congo.
- 31 octobre :
  - Peter Jackson, réalisateur, producteur et scénariste néo-zélandais.
  - Larry Mullen Jr., batteur du groupe U2

## Décès
- 11 octobre : Chico Marx, comédien américain.
- 13 octobre :
  - Marcel Gimond, sculpteur français (° 27 avril 1894).
  - Louis Rwagasore, premier ministre du Burundi (° 10 janvier 1932).
- 22 octobre : 
  - Harry Nixon, premier ministre de l'Ontario.
  - Aloys Vande Vyvere, homme politique belge (° 8 juin 1871).
- 24 octobre : Saturnin Fabre, comédien français.
- 30 octobre : El Niño de la Palma (Cayetano Ordóñez y Aguilera), matador espagnol (° 4 janvier 1904).